# Oreochromis lidole
Oreochromis lidole és una espècie de peix de la família dels cíclids i de l'ordre dels perciformes. És autòcton de l'Àfrica i més concretament dels llacs Malawi, Kingiri i Chungruru.
Els mascles poden assolir els 38 cm de longitud total i, tot i que el seu estat de conservació es classifica en el rang d'amenaçat, és un dels peixos més consumits de la gastronomia malawiana. Hi és conegut popularment com a chambo i té un gust més intens que l'usipa, malgrat que també és més car, menys comú als mercats de Malawi, es ven fresc i aporta un valor nutricional més baix.